# Liste der Einträge im National Register of Historic Places im Pembina County

Lage des Pembina County in North Dakota

Die Liste der Einträge im National Register of Historic Places im Pembina County in North Dakota führt alle Bauwerke und historischen Stätten im Pembina County auf, die in das National Register of Historic Places aufgenommen wurden.

## Legende
| NRHP | Historic Place             |
| HD   | National Historic Landmark |

## Aktuelle Einträge
| [ 2 ] | Name                                                          | Bild                                     | Eintragsdatum                  | Lage                                                                        | Ort        | Beschreibung |
| ----- | ------------------------------------------------------------- | ---------------------------------------- | ------------------------------ | --------------------------------------------------------------------------- | ---------- | --- |
| 1     | Crystal Bridge                                                |                                          | 30. Mai 1997 ID-Nr. 97000507   | Brücke der Appleton Avenue über den Cart Creek 48° 35′ 49″ N, 97° 40′ 20″ W | Crystal    | 1927 aus Beton errichtete Plattenbalkenbrücke Teil der MPS Historic Roadway Bridges of North Dakota                                                                                  |
| 2     | Dease-Martineau House, Trading Post and Oxcart Trail Segments |                                          | 22. Dez. 2017 ID-Nr. 100001744 | 13565 105th St. NE. 48° 56′ 4,7″ N, 97° 44′ 8,6″ W                          | Leroy      | |
| 3     | Drayton United Methodist Church                               | Drayton United Methodist Church          | 10. Dez. 1979 ID-Nr. 79001773  | ND 44 48° 33′ 48″ N, 97° 10′ 37″ W                                          | Drayton    | 1905–1906 im neuromanischen Stil errichtete Methodistenkirche |
| 4     | Gingras House and Trading Post                                | Gingras House and Trading Post           | 21. Mai 1975 ID-Nr. 75001305   | Abseits des ND 32 48° 56′ 13″ N, 97° 53′ 26″ W                              | Walhalla   | 1845 errichteter Handelsposten |
| 5     | Grace Episcopal Church                                        | Grace Episcopal Church                   | 2. Sep. 1994 ID-Nr. 94001075   | 152 Ramsey Street, West 48° 57′ 57″ N, 97° 14′ 45″ W                        | Pembina    | 1886 im neugotischen Stil errichtete Kirche Teil der MPS Episcopal Churches of North Dakota                                                                                          |
| 6     | Gunlogson Farmstead Historic Site                             | Gunlogson Farmstead Historic Site        | 18. Sep. 2008 ID-Nr. 08000232  | 13571 ND 5 48° 46′ 22″ N, 97° 44′ 5,7″ W                                    | Cavalier   | 1882 errichtete Farm; besteht aus vier Gebäuden, die über ein Areal von 1,7 Hektar verteilt sind                                                                                     |
| 7     | Icelandic Evangelical Lutheran Church                         | Icelandic Evangelical Lutheran Church    | 5. Dez. 2019 ID-Nr. 100004714  | 415 Beaupre St. (aka Adelaide St.) 48° 57′ 43,4″ N, 97° 14′ 34,5″ W         | Pembina    | |
| 8     | O'Connor House                                                |                                          | 3. Juli 1980 ID-Nr. 80004544   | Abseits des US 81 48° 36′ 57″ N, 97° 26′ 54″ W                              | St. Thomas | 1898 im Queen Anne-Stil errichtetes Wohnhaus |
| 9     | Pembina County Courthouse                                     | Pembina County Courthouse                | 25. Nov. 1980 ID-Nr. 80002923  | Abseits des ND 5 48° 47′ 28″ N, 97° 37′ 31″ W                               | Cavalier   | 1912 im Beaux-Arts-Stil vom Architekturbüro Buechner & Orth errichtetes Justiz- und Verwaltungsgebäude des Pembina County Teil der MPS Buechner and Orth Courthouses in North Dakota |
| 10    | Ridge Trail Historic District                                 |                                          | 17. März 2006 ID-Nr. 05001333  | Adresse, nicht öffentlich Koordinaten fehlen                                | Kensington | Historische Straßenverbindungsabschnitte aus der Epoche der Besiedlung im Walsh und Pembina County in den Vereinigten Staaten.                                                       |
| 11    | US Customs House and Post Office-Pembina                      | US Customs House and Post Office-Pembina | 1. Nov. 1989 ID-Nr. 89001755   | 125 South Cavalier Street 48° 57′ 59″ N, 97° 14′ 39″ W                      | Pembina    | 1932 errichtetes Gebäude für mehrere Bundesbehörden Teil der MPS US Post Offices in North Dakota, 1900–1940                                                                          |
| 12    | Vikur Lutheran Church at Mountain                             | Vikur Lutheran Church at Mountain        | 7. Nov. 2013 ID-Nr. 13000862   | 290 Main Ave. 48° 40′ 51,9″ N, 97° 51′ 53,5″ W                              | Mountain   | |
| 13    | Walla Theater                                                 | Walla Theater                            | 17. Mai 2010 ID-Nr. 10000266   | 909 Central Avenue 48° 55′ 18,6″ N, 97° 55′ 0,3″ W                          | Walhalla   | 1949 im Stil der Moderne errichtetes Theater |